# Opisthoxia asopis
Opisthoxia asopis är en fjärilsart som beskrevs av Druce 1892. Opisthoxia asopis ingår i släktet Opisthoxia och familjen mätare. Inga underarter finns listade i Catalogue of Life.